# NGC 72
NGC 72 je spirální galaxie vzdálená od nás zhruba 332 milionů světelných let nacházející se v souhvězdí Andromedy.